# Fluorură

Anionul fluorură

Fluorura este un anion monoatomic al fluorului, cu formula chimică F-. Este ionul halogenură cu cea mai mică masă, și deci cel mai simplu. De asemenea, fluorurile sunt compușii care conțin acest anion, fiind sărurile acidului fluorhidric. Exemple de fluoruri sunt: fluorură de sodiu, fluorură de cesiu, fluorură de calciu, etc. 
Multe minerale care conțin ionul fluorură sunt cunoscute, iar cea mai importantă este fluorina (CaF2, fluorură de calciu), care reprezintă 49% fluorură în procente de masă.